# یوهان سوم
یوهان سوم در بیستم دسامبر ۱۵۳۷متولد و در ۱۷ نوامبر ۱۵۹۲ درگذشت. او در سال ۱۵۶۸ حکومت را بعد از برادرش اریک چهاردهم سوئد به دست گرفت و تا سال ۱۵۹۲ در مسند شاهی باقی ماند. او به جنگ هفت ساله شمالی پایان داد اما در عوض سوئد را درگیر جنگ بیست و پنج ساله شمالی با روسیه کرد که در پایان موفقیت‌هایی را نیز در پی داشت. او برای ایجاد روابط نزدیک با لهستان و توانست موقعیت تاج و تخت را برای پسر و جانشینش زیگیسموند سوم واسا محکمتر سازد.
یوهان سوم به مذهب و فرهنگ علاقه‌مند بود. در زمان پادشاهیش، مانع فعالیت کلیسای سوئدی شد که گرایش لوتریانیسمی داشت و جهت پیوستن مجدد به کلیساهی کاتولیک و پاپ در واتیکان تلاش کرد. این کار با پشتیبانی از مدرسه کاتولیکی کالجیوم ستکهولمنسه، کمک به صومعههای باقی‌مانده کاتولیک و همچنین پشتیبانی از فرقه مذهبی ـ کاتولیک انجمن عیسی در سوئد انجام گرفت.
یوهان سوم فرزند ملکه مارگارتا اریکسدوتر و شاه گوستاف یکم بود. او برادر کارل نهم و دوک هرتیگ و همچنین برادر ناتنی اریک چهاردهم بود. او در چهارم اکتبر ۱۵۶۲ با کاتارینا یاگلونیکا (۱۵۸۳–۱۵۲۶)، ازدواج کرد، او بجز زیگیسموند سوم واسا دختری به نام آنا واسا نیز داشت. در سال ۱۵۸۵ او با گونیلا یوهانسدوتر (۱۵۹۷–۱۵۶۸) ازدواج کرد.

## دوران کودکی و نوجوانی

نقاشی یوهان سوم، از قرن شانزدهم، موجود در قصر سکوکلوستر

یوهان سوم در بیستم دسامبر ۱۵۳۷ در قصر ستگبوری متولد شد. پدرش گوستاو واسا یا همان گوستاف یکم سوئد و مادرش مارگارتا اریکسدوتر مشهور به لیونهوود، همسر دوم گوستاو بود. او بارها موجب نارضایتی پدرش شد. به ویژه هنگامی که دوک فنلاند اصلی (از ۲۷ ژوئن ۱۵۵۶به بعد) بود و از شهرت و موقعیت پدرش شاه گوستاو جهت درگیر شدن در مسائل لیوونی استفاده کرد. او همچنین با برادرش اریک جهت رفتن و خواستگاری به لندن همکاری کرد و در عوض اریک در مورد علاقه او به لیوونی از او پشتیبانی کرد.

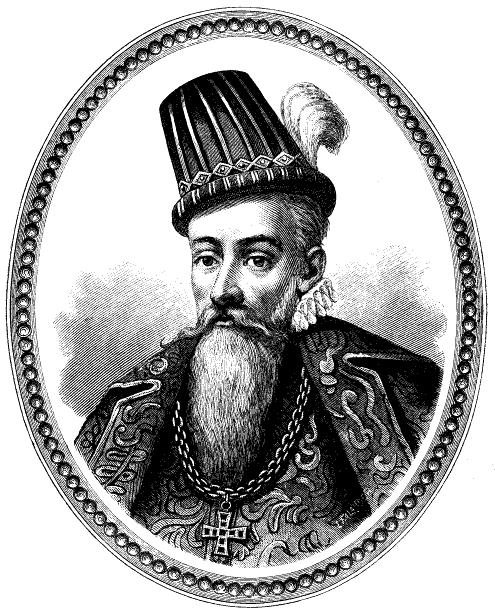
یوهان سوم

### گسست از برادرش اریک
هنگامی که برادرش اریک چهاردهم به سلطنت رسید و از حقوق شاهی برخوردار شد، دشمنی میان این برادرها به وجود آمد. با افزایش نارضایتی‌ها در سال ۱۵۶۱ جهت محدود کردن قدرت اریک، یوهان منشور اربوگا را امضا کرد. زمانی چالشهایشان به اوج رسید که در چهارم اکتبر ۱۵۶۲، اریک با پرنسس کاتارینا یاگلونیکا، خواهر جوان شاه لهستان، زیگیسموند آگوست دوم ازدواج کرد. پس از ازدواج، اریک و زیگموند توافق کردند که در مقابل ۱۲۰۰۰۰ دالر (واحد قدیمی پول سوئد)، یوهان باید هفت قصر را در لیوونی به عنوان گرو به شاه لهستان واگذار کند. اریک این توافق را در تلافی و ضد منشور اربوگا می‌دانست و بلافاصله از یوهان خواست که باید از این کاخ‌ها در لیوونی چشم پوشی کند. یوهان از این کار سر باز زد و از دستور شاه اطاعت نکرد و او باید جهت پاسخگویی به اتهام توطئه خیانت‌آمیز ضد کشور یا به سوئد یا به لهستان می‌رفت. او در آوریل ۱۵۶۳ وارد سوئد شد.

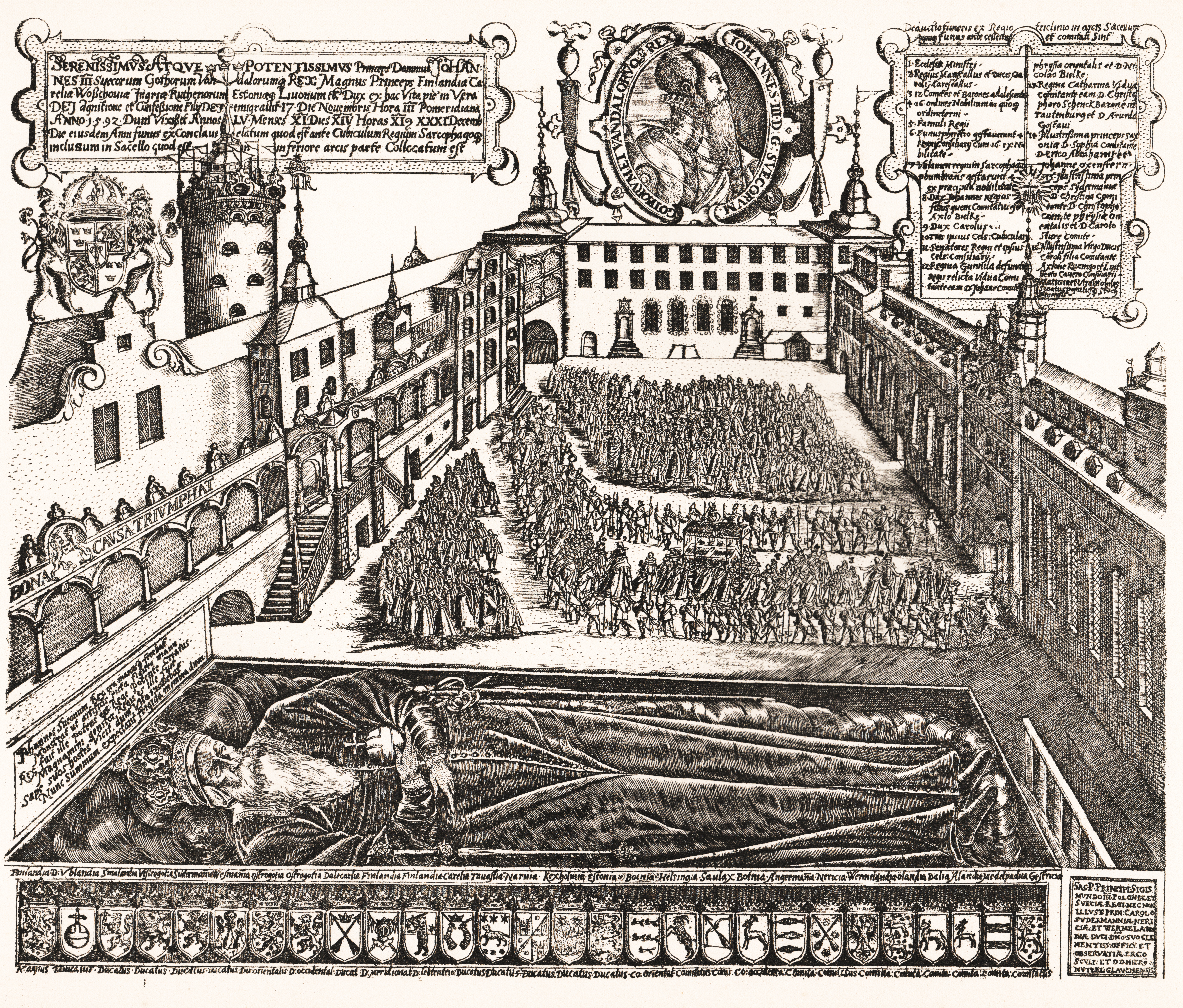
مراسم تشییع جنازه یوهان سوم در حیاط کاخ سلطنتی

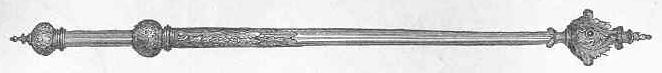
عصای سلطنتی شاه یوهان سوم

پرچم نبرد مشهور به پرچم خونین، باقی‌مانده از ۱۵۹۲–۱۵۶۸، رنگ واقعی سرخ رنگ، موجود در موزه لیوروست کامارن

### اسارت
سرپیچی یوهان باعث شد که در ژوئن ۱۵۶۳ نمایندگان طبقات اجتماعی در استکهلم گرد آمده و تصمیم گرفتند که او را به جرم خیانت از زندگی، املاک و حقوق موروثی پادشاهی محروم کنند. جهت اجرای حکم و اعدام او از ارتش کمک گرفته شد. یوهان که چندان برای جنگ آماده نبود در قصر اوبو یا همان تورکو به محاصره درآمد. او در آنجا توانست چند هفته مقاومت کند اما سرانجام در دوازدهم اوت ۱۵۶۳ در مقابل وعده حصر شاهانه تسلیم شد. او به سوئد آورده شد و همراه همسرش در قلعه گریپسهولمس زندانی شد. او به مدت چهار سال در آنجا زندانی بود. آن‌ها در آنجا اجازه مطالعه و استفاده از کتاب داشتند و یوهان در این مدت بیشتر وقت خود را به مطالعه و بحث و گفتگو با همسر خود می‌گذراند.
سه فرزند آن‌ها در زندان به دنیا آمدند؛ الیزابت که با نام ایزابلا صدایش می‌کردند در سال ۱۵۶۴ به دنیا آمد و بعد از دو سال از دنیا رفت. زیگسموند در ۱۵۶۶ و آنا در ۱۵۶۸ به دنیا آمدند.

### آزادی
با مبتلا شدن اریک به جنون، یوهان توانست در اکتبر ۱۵۶۷ آزادی خود را بدست آورد. پس از مذاکرات گوناگون او توانست مقام خود به عنوان دوک و همچنین حقوقش را دوباره کسب کند. اقدامات اریک در نیمه اول ۱۵۶۸ این ترس را در دل یوهان به وجود آورد که ممکن آیت دوباره آزادی خود را از دست بدهد؛ بنابراین او با برادرش کارل نهم و عده‌ای از اشراف تصمیم گرفتند که ضد اریک قیام کنند. قیام در ژوئیه آغاز شد و چنان سریع انجام شد که در اواسط سپتامبر دوکها در پشت درهای استکهلم جمع شدند و در ۲۹ سپتامبر ۱۵۶۸ درهای استکهلم بر آن‌ها گشوده شد. اریک چهاردهم زندانی شد و بلافاصله بعد از آن یوهان به عنوان شاه تاجگذاری کرد.

## یوهان سوم به عنوان پادشاه

### رسیدن به مقام شاهی
در ژانویه ۱۵۶۹ همان مجلسی که اریک چهاردهم را مجبور به کناره‌گیری کرد یوهان سوم را به عنوان پادشاه تأیید کرد. اما این تأیید بدون دادن امتیازاتی از سوی یوهان، صورت نگرفت. دوک کارل امتیازات اشرافی خود را که در منشور اربوگا محدود شده بودند، باز پس گرفت، اشراف امتیاراتی را که به عنوان حقوق آن‌ها محدود شده بود، باز پس گرفتند، امتیازاتی ویژه به اشراف درجه یک داده شد که تمایز طبقاتی را میان طبقات مختلف اشراف سوئدی، از هر لحاظ توسعه داده و پایدار کرد.

### اریک می‌میرد و یوهان آزاد می‌ماند
علی رغم آنکه یوهان با رسیدن به مقام شاهی قدرت را در دست گرفته بود اما تصور می‌کرد که تا زمانی که نابرادری محبوسش یعنی اریک چهاردهم، زنده است، تاج و تختش در امنیت نخواهد بود. ترس از هرگونه تلاش احتمالی جهت فرار، باعث شد که شاه دستور دهد که در صورت هرگونه اقدام به فرار از سوی شاه محبوس و اشخاص دیگر جهت فراری دان او، اریک را به قتل برسانند. شاید هم مرگ اریک چهاردهم در سال ۱۵۷۷، ناشی از چنین فرمانی بوده باشد. حتی اگر این احتمال وجود نداشته باشد، باز هم نمی‌توان گفت که یوهان سوم در تلاش برای قتل نابرادری خود نبود و برای این امر رضایت نداشت.

### تشابه به پدر
یوهان سوم جهت مقاصد تبلیغاتی اغلب خود را با پدرش مقایسه می‌کرد. او به ویژه سعی می‌کرد بر این امر تأکید کند که «او می‌خواهد سوئد را از دست این گرگ خون‌آشام یعنی کریستیان دوم دانمارک خلاص کند». همچنانکه او خلق را از دست اریک چهاردهم ظالم، یعنی برادر ناتنی خود نجات داده است. او خواصی بسان پدر و برادرانش داشت؛ خو و خصلتی خشونت بار همراه با سوء ظن شدید. اما او بسان آن‌ها فاقد دیدی عملی، ثبات و استحکام، احتیاط و شفافیت در دیدگاه‌هایش بود.

### دوری پسر و حمایت کارل
یوهان و همسر کاتارینا یاگنولیکا، برای آنکه پسرشان ز زیگیسموند سوم واسا بتواند تاج و تخت لهستان را بدست بیاورد از همان کودکی در چهارچوب مذهب کاتولیک آموزش داده بودند. در سال ۱۵۸۷ آینده نگری آن‌ها به نتیجه رسید و زیگیسموند پادشاه لهستان شد. یوهان اندیشه یک اتحاد سیاسی جدید را برای سوئ در سر داشت. این در حالی بود که سوئد و لهستان همیشه در مورد منطقه بالتیک (کشورهای حوزه دریای بالتیک) تضاد منافع داشته و بر سر آن با هم دیگر درگیر بودند. اما او سریعاً از این تصمیم خود پشیمان شد و تصمیم گرفت که زیگیسموند را به سوئد بازگرداند. بسیاری از اشرافیان با نظر او مخالف بودند زیرا فکر می‌کردند که این امر باعث آغاز جنگ میان سوئد و لهستان خواهد شد و این برای سوئدی که نزدیک به بیست و هشت سال درگیر جنگ بوده‌است، مشکل ساز خواهد بود.
یوهان برای حل مشکل از یک تاکتیک سیاسی استفاده کرد. او به جای آنکه مانند قبل از از شورای اشراف کمک بگیرد، از برادرش دوک کارل تقاضای کمک و پشتیبانی کرد. دلایل بسیاری برای این کار وجود داشت اما مهم‌ترین آن این بود که یوهان سوم به عنوان شاه به اصولی احترام می‌گذاشت که ناشی از حقوق شاهانه او در شاهزاده نشین کارل بود. عاقبت در سال ۱۵۸۷ او توانست برادرش را متقاعد کند که اساسنامه‌ای را تأیید کند که بسیار مشابه منشور اربوگا بود. منشوری که خود آن را در سال ۱۵۶۹ لغو کرده بود. اما در سال ۱۵۹۰ در طی پیشنهادی جهت بازنگری در حقوق شاهزادگان، او عقب‌نشینی کرد و حقوق شاهزادگان دوباره به آن‌ها بازگردانده شد.

### تنهایی در نهایت

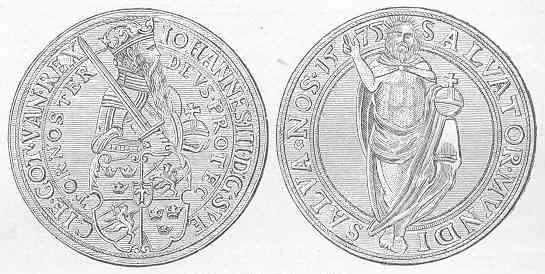
ریکسدالار (واحد پول قدیم سوئد)، سال ۱۵۷۵با تصویر یوهان سوم در یک طرف و تصویر عیسی مسیح به عنوان حاکم جهان در سمت دیگر

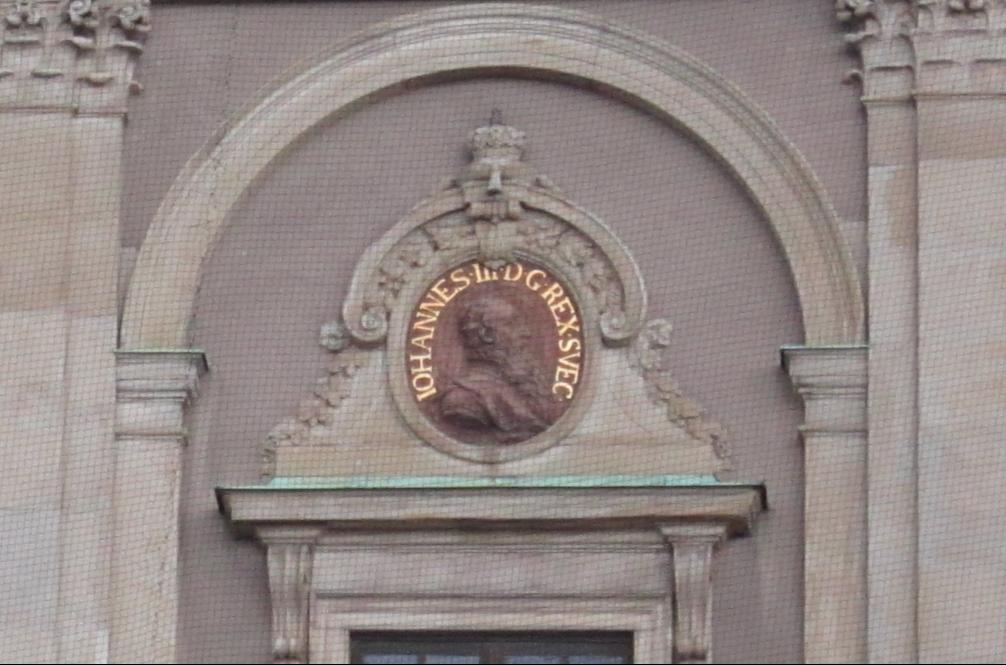
تصویر یوهان در میان نه پادشاه سوئد بر روی دیوار کاخ سلطنتی استکهلم

دوستی نو ظهور یوهان با برادرش کارل به زودی به سردی گرایید و یوهان سوم در ماه‌های پایان عمرش به تمامی تنها ماند. او در ۱۷ نوامبر ۱۵۹۲ در استکهلم درگذشت. او کشوری ضعیف را ناشی از جنگ‌های داخلی و خارجی باقی گذاشت و غفلت او خطرات و تهدیدهای بسیاری را رد آینده برای سوئد به وجود آورد. او در کلیسای جامع اوپسالا به خاک سپرده شد.
او نظری خاص به بالتیک داشت زیرا در پی تجارت پرسود موجود در یان منطقه با روسیه بود. بعد از آنکه
جنگ هفت ساله شمالی پایان یافت و او با دانمارک و لوبک صلح کرد او جنگ علیه روسیه را آغاز کرد. این جنگ تا سال ۱۵۹۵ طول کشید. تصرف ناروا بزرگترین موفقیت نظامی او بود.

## یوهان سوم به عنوان یک معمار

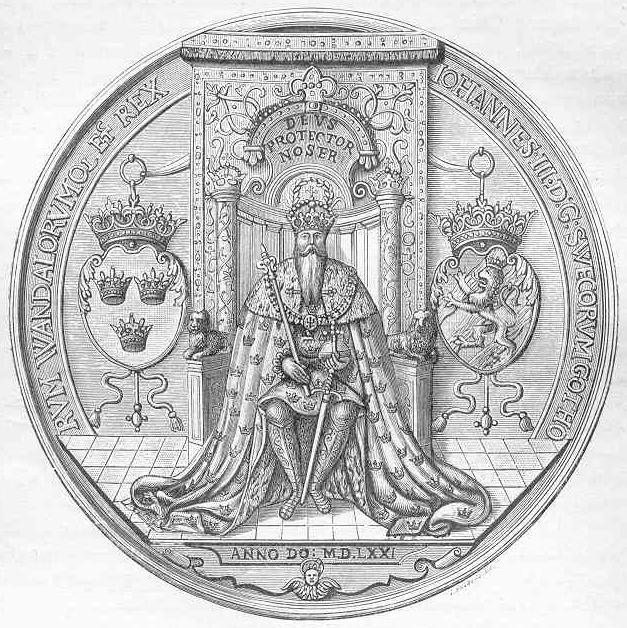
مهر یوهان سوم، سال ۱۵۷۱

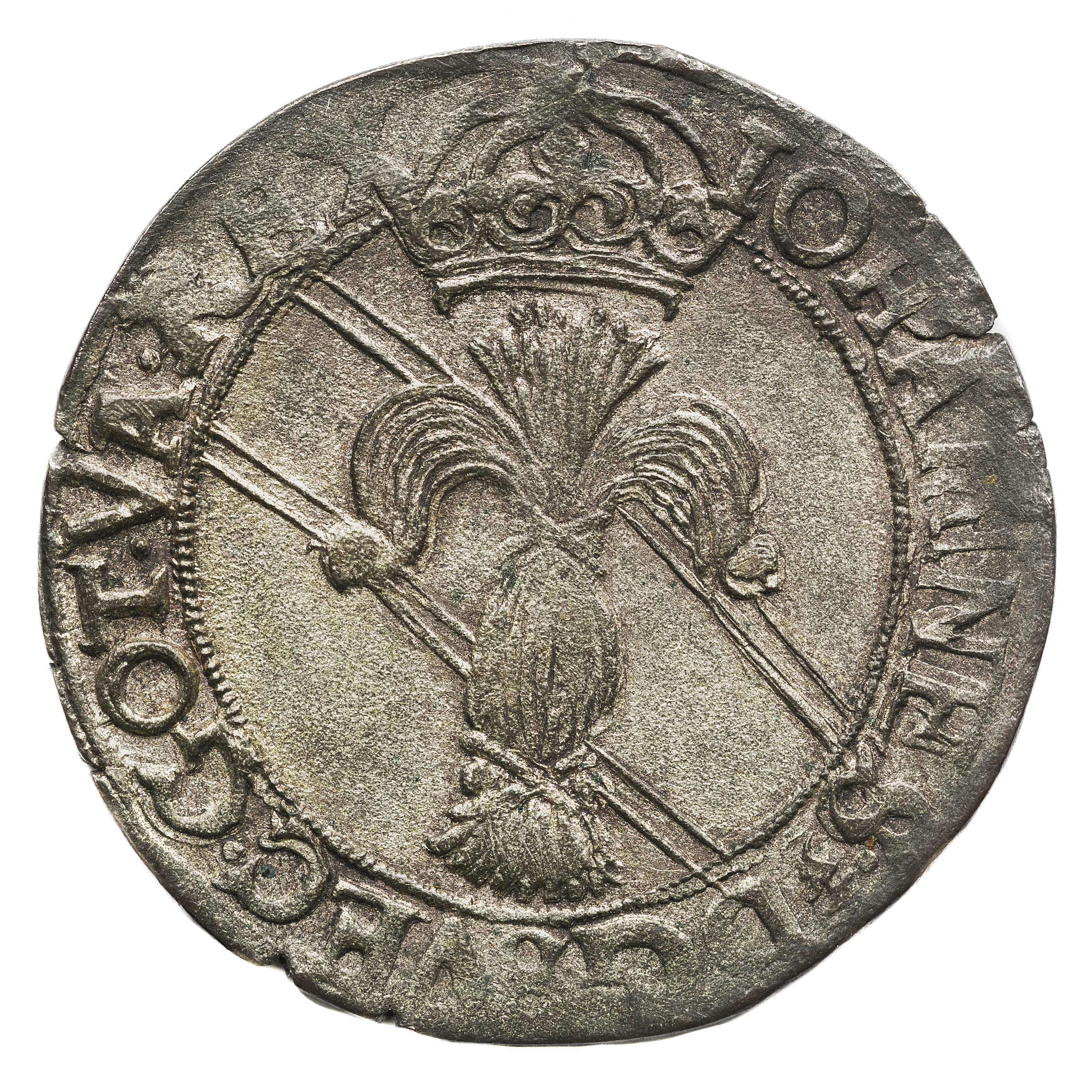
سال ۱۵۹۲

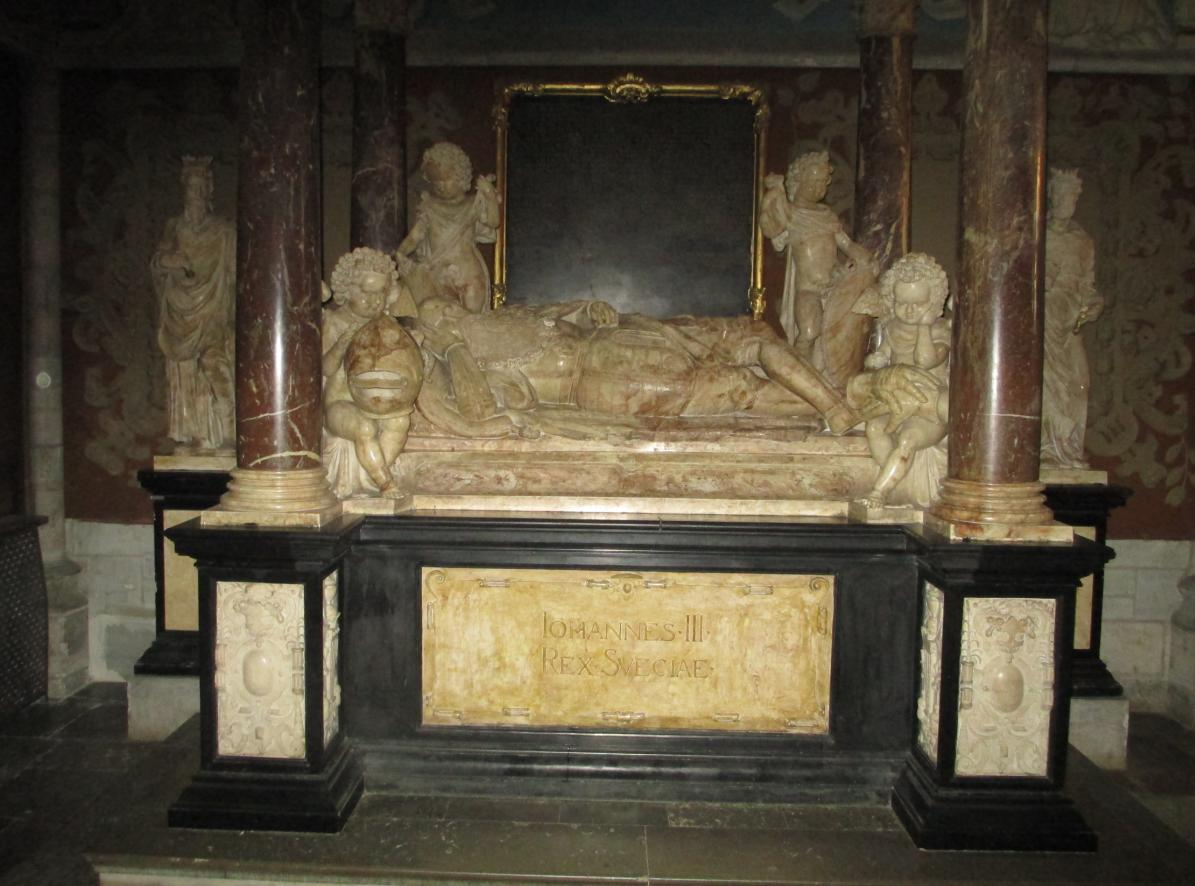
مزار یوهان سوم، مکان کلیسای جامع اوپسالا

یوهان سوم علاقه بسیاری به هنر داشت. او علاقه خاصی به هنر معماری داشت. بدون تردید می‌توان گفت که او در میان پادشاهان سوئد بیشترین ساخت و سازها را انجام داد. او مانند برادرش اریک هنرمند و با استعداد زیباشناسی بود. استعداد هنری او به ویژه در رشته معماری بسیار شکوفا بود. او وقت خود را بسیار صرف طراحی نقشه‌های ساختمان می‌کرد و از این کار لذت می‌برد.

### گردآوری هنرمندان و صنعتگران خارجی
او معماران و مجسمه‌سازها و نقاشان بسیاری را از آلمان و هلند فراخواند و با نظارت خود و با طرح‌هایی که خود می‌کشید، بناهای بسیاری را ساخت. نامه‌های به جا مانده از او نشان می‌دهد که او به به هنر معماری واقف بوده‌است. او اصول و سبک رنسانس ایتالیایی را اساس می‌گرفت. کتاب‌های سباستیانو سرلیوس دربارهٔ معماری منبع مطالعاتی او بودند.
از جمله هنرمندان مشهوری که در کنار یوهان سوم قرار داشتند می‌توان از آندرش نقاش اهل سوئد به عنوان معمار، ویلیام بوی بلژیکی به عنوان مجسمه‌ساز و آرشیتکت و آرنت دروی و هانس فلمینگ معماران اهل وستئنا نام برد.
اما یوهان به افراد متخصص و آگاه بیشتری نیاز داشت. در میان هنرمندان خارجی او سه هنرمند اهل لمباردی به نام‌های فراچیسکو پاهر، یوهان باپتیستا پاهر و دومینیکو پاهر را به خدمت گرفت. آن‌ها قصرهایی در اوپسالا ساختند. قصر بورگهولمس و کالمار از جمله کارهای آن‌ها است. آنتونیوس واتز
آلمانی، پیتر هرتیگ معمار فنلاندی، مارکوس ولکفروم و اوربان شولتز آلمانی، باپتیستا وان اوتهر و آرنت لامبرچتز هر دو نقاش، رونالد ماکله آلمانی به عنوان سنگ‌تراش، پیتر دلاکوچه و لوکاس واندرورت از جمله هنرمندانی بودند که او آن‌ها را استخدام کرد. او از امیرنشینهای آلمانی و دانمارک نیز افراد بسیاری را استخدام کرد.

### بناهای یادبود
از جمله بناهای یادبودی که او ساخت می‌توان به مزار پدرش گوستاف یکم و مزار زیبای همسر اول او کاتارینا یاگلونیکا که هر دو در کلیسای جامع شهر اوپسالا قرار دارند اشاره کرد. مزار یادبود خود یوهان سوم نیز در همین مکان قرار دارد و به سفارش فرزندش زیگیسموند سوم واسا توسط ویلهلم واندربلوکه استاد مجسمه‌ساز اهل گدانسک ساخته شده‌است.

## میراث
شهر پوری در فنلاند هنوز از شعار خداوند حافظ ماست استفاده می‌کند که شعار یوهان سوم بود. درست ۴۵۰ سال بعد از آنکه یوهان سوم شهر پوری را بنا نهاد، در جلوی تالار شهر پوری مجسمه‌ای در سال ۲۰۰۸ برای یادبود او گذاشته شد. 

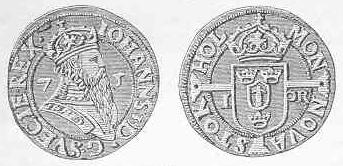
اوره (واحد جزء پول سوئد)، سال ۱۵۷۵ با تصویر یوهان سوم در یک طرف و نماد خاندان واسا و سه تاج در طرف دیگر